# 施奈塔赫
施奈塔赫是德国巴伐利亚州的一个市镇。总面积49.35平方公里，总人口7949人，其中男性3920人，女性4029人（2011年12月31日），人口密度161人/平方公里。